# 植田海
植田 海（うえだ かい、1996年4月19日 - ）は、滋賀県甲賀市出身のプロ野球選手（内野手、外野手）。右投両打。阪神タイガース所属。

## 経歴

### プロ入り前
2人兄弟の長男として出生した後に、小学校2年時に「甲南第二スポーツ少年団」で野球を始めた。当時は遊撃手と投手を務め、中学生時代に所属したボーイズリーグの「湖南ビッグボーイズ」から遊撃手に専念している。
中学卒業後に山梨県の日本航空高校へ進学したが、1年時を終了する間際の2月に自主退学。地元に近い近江高校へ転校した。転校に関する日本高校野球連盟の規定で、転校後1年間は公式戦出場を見合わせたが、3年時には正遊撃手として第96回全国高等学校野球選手権大会に出場。チームは3回戦で敗退したが、自身は大会通算で打率.571、3盗塁を記録した。
2014年のNPBドラフト会議で、阪神タイガースから5巡目で指名。契約金3000万円、年俸500万円（金額は推定）という条件で入団した。背番号は62。

### 阪神時代
2015年、高知県安芸市の二軍春季キャンプで、持ち前の俊足と堅実な守備力を発揮。3月7日には、新入団選手のお披露目を兼ねた暫定措置ながら、埼玉西武ライオンズとのオープン戦（阪神甲子園球場）で初めて一軍のベンチに入った（降雨ノーゲームのため試合には不出場）。この試合以降は、シーズンを通じて二軍生活に終始。5月3日に広島東洋カープとのウエスタン・リーグ公式戦（広島東洋カープ由宇練習場）で先頭打者として戸田隆矢からプロ初本塁打を放ったが、その直後から腰痛に悩まされた。ウエスタン・リーグ公式戦には、通算51試合の出場で、打率.200、1本塁打、5打点、6盗塁を記録。シーズン終了後の秋季キャンプで一軍に抜擢された。
2016年には、二軍監督に就任した掛布雅之の勧めで、スイッチヒッターへ転向。ウエスタン・リーグ公式戦には、主に遊撃手として76試合へ出場した。打率こそ.168にとどまったが、12回の盗塁企図をすべて成功させるなどの走力を買われて、9月30日にプロ入り後初めて出場選手登録。チームのレギュラーシーズン最終戦であった翌10月1日の対読売ジャイアンツ戦（阪神甲子園球場）の6回裏二死に、俊介の代走として一軍公式戦にデビューを果たした。ただし、次打者・岩貞祐太への初球に二塁への盗塁に失敗して交代したため、一軍公式戦では1つの盗塁死を記録しただけでシーズンを終えた。シーズン終了後に開催された第1回WBSC U-23ワールドカップでは、日本代表の「2番・遊撃手」として、チームの優勝に貢献。全9試合にスタメンで起用され、大会通算打率.300（30打数9安打）、9試合通算で6つの盗塁を成功させ、大会の盗塁王に選ばれた。
2017年、プロ入り後初めて沖縄県宜野座村での一軍春季キャンプに参加。参加メンバー中最年少（20歳）であったが、キャンプ終了後に二軍へ回った。8月30日の対東京ヤクルトスワローズ戦（阪神甲子園球場）8回裏に、代走でこの年初めて一軍公式戦へ出場。三塁まで進んだ後に、一死満塁から大山悠輔の中飛で本塁へ生還し、一軍公式戦での初得点を記録した。9月2日の対中日ドラゴンズ戦（阪神甲子園球場）では、「2番・遊撃手」として、一軍公式戦で初めてスタメンに起用。1回裏の一軍初打席で高校の先輩・小熊凌祐から左打席で一軍初犠打、7回裏の第4打席で福敬登から右打席で一軍初安打（遊撃への内野安打）を記録した。レギュラーシーズン全体では、一軍公式戦13試合の出場で、打率.278、1盗塁を記録。シーズン2位で臨んだ横浜DeNAベイスターズとの2017年のセントラル・リーグクライマックスシリーズ1stステージ（阪神甲子園球場）でも一軍への帯同を続けた。チームは10月17日の第3戦でステージ敗退が決まったものの、5回裏に代打でポストシーズン初打席を迎えると、ジョー・ウィーランドから二塁打を放った。ウエスタン・リーグの公式戦には、96試合に出場。打率.206ながら、リーグ2位の25盗塁を記録した。
2018年、春季キャンプからの一軍帯同を経て、プロ入り後初めて開幕一軍入りを果たしたが、開幕当初は主に代走や遊撃の守備要員として出場。当時正二塁手だった上本博紀が故障で戦線を離脱した5月中旬以降は、それまで主に遊撃を守っていた糸原健斗が二塁へ回ったことなどを背景に、「1番・遊撃手」としてのスタメン起用が続いた。5月30日の対福岡ソフトバンクホークス戦（阪神甲子園球場）では、1回裏に二盗を成功。阪神の高卒4年目以内の選手としては、1993年の新庄剛志（当時は高卒4年目）以来25年ぶりに、一軍公式戦でシーズン10盗塁を記録した。6月下旬以降は、前年途中からの正遊撃手だった北條史也が好調な打撃を背景にレギュラーの座を奪回したことや、自身の打撃が低迷したことでスタメン起用の機会が減少。8月26日の対読売ジャイアンツ戦（東京ドーム）からは、3試合で外野の守備に就いた。9月5日の対広島東洋カープ戦（MAZDA Zoom-Zoom スタジアム広島）では、9回表一死二・三塁の打席で一塁ゴロを放つと、三塁走者の俊介が本塁へ生還。一軍公式戦初打席から215打席目にして初打点を挙げたことによって、NPBの一軍公式戦初打席から初打点を挙げるまでの最多打席記録を達成した。一軍公式戦全体では、104試合の出場で、打率.192ながらチーム2位の19盗塁を記録。秋季キャンプでは「守備のオプションを増やす」という、新監督として就任した矢野燿大の構想を背景に、本職の二塁・遊撃に加えて外野守備の練習にも本格的に取り組んだ。
2019年、代走から出場した6月12日の対福岡ソフトバンクホークス戦（福岡PayPayドーム）で、8回表一死二塁の局面で左打席に立つと、松田遼馬から一軍公式戦での初本塁打を放った。レギュラーシーズンにおける本塁打と打点の記録はこの打席のみで、スタメンでの出場も2試合にとどまったものの、打撃面では通算打率を.242（右打席で.333）にまで向上。一軍公式戦81試合の出場でチーム3位の12盗塁、盗塁成功率86％を記録するなど、主に「代走の切り札」としてポストシーズンの終了まで一軍へ帯同した。守備面では、レギュラーシーズンの一軍公式戦49試合で二塁、19試合で遊撃、12試合で外野の守備に就いている。チームのレギュラーシーズン3位で迎えたクライマックスシリーズでは、10月7日に横浜DeNAベイスターズとのファーストステージ第3戦（横浜スタジアム）8回表に代走へ起用。同点の局面から次打者・梅野隆太郎への1球目に二塁への盗塁を成功させると、エドウィン・エスコバーの暴投で三塁まで進んだ後に、梅野の浅い中飛で勝ち越しのホームを踏んだことによって、チームを5年ぶりのステージ突破に導いた。ポストシーズン終了後の11月25日に、推定年俸1600万円（前年から200万円増）という条件で契約を更改。
2020年、前年よりも出場試合数こそ減ったものの、8月6日の対読売ジャイアンツ戦では通算339打席目でプロ初適時打を記録し、守備でも好捕を見せるなど勝利に貢献しヒーローインタビューを受けた。年間では打撃面で引き続き課題を残したものの、守備固めや代走としてチームに貢献した。
2021年、代走の切り札としての活躍を期待され開幕１軍入りを果たすものの、開幕当日となる3月26日の試合前に左脇腹の筋挫傷と診断され、翌27日に登録抹消となった。その後、5月7日に１軍復帰を果たすと、以後は代走や守備固めで活躍。交流戦の対西武戦では1点ビハインドの9回裏に盗塁を成功させるなど、盗塁技術の高さを見せた。
2022年は7月14日の対読売ジャイアンツ戦で初安打と2年ぶりとなる打点を、9月6日の対東京ヤクルトスワローズ戦で2018年以来となる1試合2安打を記録した。シーズン終盤に新型コロナウイルス感染症の陽性判定を受け離脱したが、チームのクライマックスシリーズ途中に復帰した。最終成績は57試合の出場で打率.250、盗塁は4つだった。秋季キャンプ初日に右手を骨折するアクシデントに見舞われた。
2023年は8月に右脚を痛めて離脱した影響で、出場は28試合にとどまり、盗塁も4つであった。先発出場もなかった。同年の日本シリーズで復帰し、2試合に代走として出場した。オフに、現状維持の推定年俸1800万円で契約更改。
2024年7月14日の中日ドラゴンズ戦の10回表、1-1から原口文仁の勝ち越し打で2-1とした後、なおも二死満塁の場面で岩嵜翔から、プロ初となる3点適時三塁打を放ち6-2の勝利に貢献した。同年は主に代走や守備固めで59試合に出場。一度も登録抹消されることなくシーズンを完走し、打率.273、4盗塁という成績であった。オフに300万円増の推定年俸2100万円で契約を更改した。

## 選手としての特徴

### 打撃
俊足を活かしたセーフティーバントの技術に定評がある一方で、確実性やパワーに課題を残している。2020年には40打席連続無安打という球団野手ワースト記録を作った（当時、翌2021年に佐藤輝明が更新）。2019年に一軍公式戦での初本塁打を左打席で記録した際には、矢野燿大監督が「打撃練習でも見たことない打球」とコメント。

### 守備・走塁
50m5.8秒の俊足と、巧みなグラブ捌きが持ち味。阪神への入団時にゼネラルマネジャーだった中村勝広から守備におけるスローイングや動きの柔らかさを評価されていた。
盗塁の目安である30m走のベストタイムは、手動計測で3秒9。高校時代には、対外試合で50回以上の盗塁を試みながら、1回しか失敗しなかったという。阪神への入団後は、盗塁の際に走路が蛇行する癖や、スライディングによって減速する傾向があることが指摘されていた。そこで、最短距離で二塁へ到達できるようにスタートの位置やスライディングを矯正したところ、盗塁数が大幅に増えた。

## 人物
「海（かい）」という名前は、「誰にでも覚えてもらいやすく、海外でも通用しそうで、小学生から漢字で書けるような名前にしたい」という両親の希望による。阪神への入団直後には、『海 その愛』（加山雄三）など、「海」にちなんだ楽曲を主催試合での登場曲に使うことも検討していた。ちなみに、入団2年目（2016年）の登場曲は、タイトルに「怪（かい）」が入った『ユカイツーカイ怪物くん』（大野智）であった。
故郷・甲賀市の名産品が信楽焼であることから、阪神の合宿所「虎風荘」へ入寮した際には、阪神の帽子や（ホーム用ユニフォーム風の）縦縞柄の布をまとったタヌキの置物を持ち込んだ。「虎風荘」には通算で5シーズン居住していたが、2019年のシーズン終了後に退寮した。
2022年11月30日、結婚したことを公表した。

## 詳細情報

### 年度別打撃成績
| 年 度     | 球 団     | 試 合 | 打 席 | 打 数 | 得 点 | 安 打 | 二 塁 打 | 三 塁 打 | 本 塁 打 | 塁 打 | 打 点 | 盗 塁 | 盗 塁 死 | 犠 打 | 犠 飛 | 四 球 | 敬 遠 | 死 球 | 三 振 | 併 殺 打 | 打 率 | 出 塁 率 | 長 打 率 | O P S |
| --------- | --------- | ----- | ----- | ----- | ----- | ----- | -------- | -------- | -------- | ----- | ----- | ----- | -------- | ----- | ----- | ----- | ----- | ----- | ----- | -------- | ----- | -------- | -------- | ----- |
| 2016      | 阪神      | 1     | 0     | 0     | 0     | 0     | 0        | 0        | 0        | 0     | 0     | 0     | 1        | 0     | 0     | 0     | 0     | 0     | 0     | 0        | ----  | ----     | ----     | ----  |
| 2017      | 阪神      | 13    | 22    | 18    | 5     | 5     | 0        | 0        | 0        | 5     | 0     | 1     | 1        | 3     | 0     | 1     | 0     | 0     | 6     | 0        | .278  | .316     | .278     | .594  |
| 2018      | 阪神      | 104   | 243   | 198   | 29    | 38    | 1        | 0        | 0        | 39    | 1     | 19    | 2        | 18    | 0     | 25    | 0     | 2     | 55    | 5        | .192  | .289     | .197     | .486  |
| 2019      | 阪神      | 81    | 37    | 33    | 22    | 8     | 0        | 0        | 1        | 11    | 2     | 12    | 2        | 2     | 0     | 1     | 0     | 1     | 8     | 0        | .242  | .286     | .333     | .619  |
| 2020      | 阪神      | 74    | 83    | 59    | 16    | 9     | 2        | 0        | 0        | 11    | 3     | 9     | 4        | 6     | 0     | 14    | 1     | 4     | 22    | 0        | .153  | .351     | .186     | .537  |
| 2021      | 阪神      | 64    | 7     | 6     | 15    | 2     | 0        | 0        | 0        | 2     | 0     | 10    | 1        | 0     | 0     | 1     | 0     | 0     | 2     | 0        | .333  | .429     | .333     | .762  |
| 2022      | 阪神      | 57    | 14    | 12    | 10    | 3     | 0        | 0        | 0        | 3     | 1     | 4     | 2        | 0     | 0     | 2     | 0     | 0     | 1     | 0        | .250  | .357     | .250     | .607  |
| 2023      | 阪神      | 28    | 3     | 1     | 9     | 0     | 0        | 0        | 0        | 0     | 0     | 4     | 0        | 1     | 0     | 1     | 0     | 0     | 0     | 0        | .000  | .500     | .000     | .500  |
| 2024      | 阪神      | 59    | 11    | 11    | 11    | 3     | 0        | 1        | 0        | 5     | 3     | 4     | 1        | 0     | 0     | 0     | 0     | 0     | 3     | 0        | .273  | .273     | .455     | .727  |
| 通算：9年 | 通算：9年 | 481   | 420   | 338   | 117   | 68    | 3        | 1        | 1        | 76    | 10    | 63    | 14       | 30    | 0     | 45    | 1     | 7     | 97    | 5        | .201  | .308     | .225     | .533  |

- 2024年度シーズン終了時

### 年度別守備成績
| 年 度 | 球 団 | 二塁  | 二塁  | 二塁  | 二塁  | 二塁  | 二塁     | 遊撃  | 遊撃  | 遊撃  | 遊撃  | 遊撃  | 遊撃     | 外野  | 外野  | 外野  | 外野  | 外野  | 外野     |
| 年 度 | 球 団 | 試 合 | 刺 殺 | 補 殺 | 失 策 | 併 殺 | 守 備 率 | 試 合 | 刺 殺 | 補 殺 | 失 策 | 併 殺 | 守 備 率 | 試 合 | 刺 殺 | 補 殺 | 失 策 | 併 殺 | 守 備 率 |
| ----- | ----- | ----- | ----- | ----- | ----- | ----- | -------- | ----- | ----- | ----- | ----- | ----- | -------- | ----- | ----- | ----- | ----- | ----- | -------- |
| 2017  | 阪神  | 4     | 2     | 7     | 0     | 0     | 1.000    | 7     | 10    | 12    | 1     | 6     | .957     | -     | -     | -     | -     | -     | -        |
| 2018  | 阪神  | 21    | 8     | 10    | 1     | 1     | .947     | 74    | 64    | 154   | 8     | 25    | .965     | 3     | 1     | 0     | 0     | 0     | 1.000    |
| 2019  | 阪神  | 49    | 14    | 21    | 0     | 4     | 1.000    | 19    | 12    | 14    | 0     | 6     | 1.000    | 12    | 4     | 0     | 0     | 0     | 1.000    |
| 2020  | 阪神  | 57    | 60    | 80    | 4     | 10    | .972     | -     | -     | -     | -     | -     | -        | 12    | 6     | 0     | 1     | 0     | .857     |
| 2021  | 阪神  | 38    | 8     | 21    | 0     | 4     | 1.000    | -     | -     | -     | -     | -     | -        | 14    | 2     | 0     | 0     | 0     | 1.000    |
| 2022  | 阪神  | 39    | 16    | 24    | 0     | 3     | 1.000    | 1     | 0     | 0     | 0     | 0     | ----     | 11    | 4     | 0     | 0     | 0     | 1.000    |
| 2023  | 阪神  | -     | -     | -     | -     | -     | -        | -     | -     | -     | -     | -     | -        | 12    | 6     | 0     | 0     | 0     | 1.000    |
| 2024  | 阪神  | -     | -     | -     | -     | -     | -        | -     | -     | -     | -     | -     | -        | 34    | 13    | 0     | 0     | 0     | 1.000    |
| 通算  | 通算  | 208   | 108   | 163   | 5     | 22    | .982     | 101   | 86    | 180   | 9     | 37    | .967     | 98    | 36    | 0     | 1     | 0     | .973     |

- 2024年度シーズン終了時

### WBSC U23での打撃成績
| 年 度 | 代 表 | 試 合 | 打 席 | 打 数 | 得 点 | 安 打 | 二 塁 打 | 三 塁 打 | 本 塁 打 | 塁 打 | 打 点 | 盗 塁 | 盗 塁 死 | 犠 打 | 犠 飛 | 四 球 | 敬 遠 | 死 球 | 三 振 | 併 殺 打 | 打 率 | 出 塁 率 | 長 打 率 | O P S |
| ----- | ----- | ----- | ----- | ----- | ----- | ----- | -------- | -------- | -------- | ----- | ----- | ----- | -------- | ----- | ----- | ----- | ----- | ----- | ----- | -------- | ----- | -------- | -------- | ----- |
| 2016  | 日本  | 9     | 42    | 30    | 7     | 9     | 0        | 0        | 0        | 9     | 3     | 6     | 1        | 6     | 0     | 6     | 0     | 0     | 5     | 0        | .300  | .417     | .300     | .717  |

### 表彰
国際大会
- WBSC U-23ワールドカップ最多盗塁：1回（2016年）

### 記録
初記録
- 初出場：2016年10月1日、対読売ジャイアンツ25回戦（阪神甲子園球場）、6回裏に俊介の代走で出場
- 初先発出場：2017年9月2日、対中日ドラゴンズ22回戦（阪神甲子園球場）、「2番・遊撃手」で先発出場[22]
- 初打席：同上、1回裏に小熊凌祐から捕前犠打
- 初安打：同上、7回裏に福敬登から遊撃内野安打[23]
- 初盗塁：2017年9月14日、対読売ジャイアンツ22回戦（阪神甲子園球場）、10回裏に二盗（投手：アルキメデス・カミネロ、捕手：宇佐見真吾）
- 初打点：2018年9月5日、対広島東洋カープ19回戦（MAZDA Zoom-Zoom スタジアム広島）、9回表に佐藤祥万から一ゴロの間に記録（NPBにおける一軍公式戦初打席から初打点を挙げるまでの最多打席記録:215打席[31]）
- 初本塁打：2019年6月12日、対福岡ソフトバンクホークス2回戦（福岡PayPayドーム）、8回表に松田遼馬から右越2ラン

### 背番号
- 阪神タイガース
  - 62（2015年[9] - ）
- 日本代表
  - 6（2016 WBSC U-23ワールドカップ）

### 代表歴
- 2016 WBSC U-23ワールドカップ 日本代表